# Akiba Eger (rabbi, 1720–1758)
Idősebb Akiba Eger (Halberstadt, 1720 körül – Pozsony, 1758. szeptember 17.) rabbi.
Pozsonyi rabbi volt. Húszéves korában tűnt fel, amikor vitába bocsátkozott Eisenstadt Méirrel 1756-ban segédrabbi lett Mózes Charif pozsonyi rabbi mellett. Műve: Misnasz di R. Akiba (Fürth, 1781), amely különböző Talmudtraktátusokat kommentárokkal látott el; több reszponzuma Bené Achuvah címen Prágában jelent meg 1819-ben, Eybenschütz Jonathán kiadásában.
Ifjabb Akiba Eger az unokája volt.